# Droits LGBT en Arabie saoudite
Les droits des personnes LGBT (lesbiennes, gays, bisexuels et transgenres) ne sont pas reconnus en Arabie saoudite. L'homosexualité et le travestissement sont vus comme des actes immoraux, et traités comme des crimes graves, passibles de la peine de mort. Bien que le royaume ait subi les critiques des organisations des droits de l'homme, il s'est toujours défendu en disant se conformer à la moralité de l'islam.

## Code pénal
Traditionnellement, le droit pénal d'Arabie saoudite n'est pas codifié, dans la mesure où il est le produit des décrets royaux et des opinions légales des juges et des clercs sunnites. La plupart des lois écrites se concentrent sur les domaines économiques et les affaires étrangères. Les réformistes ont souvent demandé des lois codifiées, et un courant dans le pays soutient la codification, la publication et la traduction de quelques lois civiles et criminelles saoudiennes.
En 1928, le conseil judiciaire saoudien a recommandé aux juges musulmans de se référer à deux livres du juriste hanbaliste Mar'I ibn Yusuf al-Karmi al Maqdisi. Liwat (la sodomie) doit être « traitée comme la fornication, et punie de la même façon. Si muhsan (marié ou dans un concubinage légal) et libre, il doit être lapidé, tandis qu'un célibataire libre doit recevoir cent coups de fouet et un bannissement d'une année ». La sodomie est prouvée soit par les aveux du coupable à quatre reprises ou par le témoignage de quatre hommes musulmans dignes de foi. S'il y a moins de quatre témoins, ou si l'un d'eux n'est pas au-dessus de tout soupçon, ils doivent tous être punis de quatre-vingt coups de fouet pour calomnie.
En Arabie saoudite, tout acte de sodomie commis par un non-musulman avec un musulman est passible de la lapidation,.

## Interdiction stricte
En 2008, l'Arabie saoudite a voté aux Nations unies contre un appel à la dépénalisation universelle de l'homosexualité, dont Rama Yade, secrétaire d'État française chargée des affaires étrangères et des droits de l'homme, et Maxime Verhagen, ministre des Affaires étrangères néerlandais, étaient les inspirateurs.
En 2021, le grand mufti Abdelaziz Al-Cheikh, la plus haute autorité religieuse de l’Arabie saoudite, qualifie l’homosexualité de « crime ignoble ». Mais le théologien saoudien Salman al-Ouda estimait en 2016 que « bien que l'homosexualité soit considérée comme un pêché dans tous les livres sacrés sémites, cela ne requiert aucune punition dans ce monde », ajoutant que les homosexuels seraient punis « après la mort ».
Lors du Grand Prix automobile d'Arabie saoudite 2021, le pilote britannique de Formule 1 Lewis Hamilton porte un casque arc-en-ciel en soutien des droits LGBT en Arabie saoudite.

## Condamnations par la justice
En l'an 2000, le gouvernement saoudien a fait savoir qu'il avait condamné neuf hommes saoudiens à des peines de prison et au fouet pour travestissement et relations homosexuelles. La même année, le gouvernement a exécuté trois ouvriers du Yémen pour homosexualité et viol d'enfant. En 2002, trois Saoudiens, Ali Ben Hatan Ben Saad, Mohammad Ben Souleiman Ben Mohammad et Mohammad Ben Khalil Ben Abdallah, avaient été décapités pour homosexualité en Arabie saoudite,,.
En avril 2005, le gouvernement a arrêté plus d'une centaine d'hommes pour homosexualité, dont aucun ne fut condamné à mort. Ils reçurent tous des peines de prison assorties de flagellation pour avoir participé à une fête privée, qui était soit une cérémonie de mariage, soit un anniversaire.

## Censure
Le gouvernement saoudien censure tout thème dans tous les moyens de communications susceptibles d'offenser la famille royale ou l'Islam. Il n'est possible de parler d'homosexualité, d'hormonothérapie ou de travestissement que comme des signes d'immoralité, de criminalité, ou de décadence de l'Occident.
En 2010, un homme qui avait posté une vidéo comique sur YouTube où il faisait semblant de flirter avec le caméraman a été condamné à un an de prison et à une amende de 5000 rials.
Au cinéma, l'Arabie saoudite interdit les sorties du West Side Story de Steven Spielberg, des films Marvel Les Eternels et Doctor Strange in the Multiverse of Madness, ainsi que du film d'animation de Pixar Buzz l'Eclair en raison de leurs représentations de personnages LGBT et de scènes d'affection entre personnes de même sexe.
En 2022, l’Arabie saoudite saisit des jouets aux « couleurs de l’homosexualité », en référence au drapeau arc-en-ciel, un symbole des communautés LGBTQ. « Nous contrôlons les produits contraires à la foi musulmane et la morale publique et qui affichent les couleurs de l’homosexualité, en ciblant la jeune génération », a déclaré un responsable du ministère du Commerce,. Six ans plus tôt, un Saoudien avait été arrêté après avoir accroché un drapeau arc-en-ciel qu'il trouvait « joli ».
Le 6 septembre 2022, l'Arabie saoudite et ses voisins du Golfe menacent Netflix de supprimer de la plate-forme le contenu jugé « contraire aux valeurs islamiques et sociétales ». Les médias saoudiens affirment que la racine du problème est l'inclusion de personnages LGBTQ+ dans les programmes destinés aux enfants,.